# Лесняк, Емельян
Емельян Лесняк (укр. Омелян Лесняк; 24 апреля 1882, Стецева, Королевство Галиции и Лодомерии, Австро-Венгрия — 1953, Вена, Австрия) — австро-венгерский и украинский военный деятель, командир куреня Легиона УСС.

## Биография
Емельян Лесняк родился 24 апреля 1882 года в селе Стецева Снятынского уезда (ныне Ивано-Франковская область, Украина).
В годы Первой мировой войны — капитан (гауптман) австрийской армии. С марта 1916 — в составе Легиона Украинских Сечевых Стрельцов. В сентябре 1916 г. командовал первым куренем УСС (входил в состав I-го полка Легиона УСС), который вел кровопролитные бои против русских войск в районе Лысони. 30 сентября 1916 г. попал в плен, где находился до 1918 года.
Во время украинско-польской войны 1918—1919 служил в Украинской Галицкой Армии. В 1919 г. был назначен командиром Золочевского военного округа, с конца июня 1919 г. — командиром 3-й бригады УГА.
В ноябре 1919 г. Лесняк по поручению генерала Мирона Тарнавского вел переговоры с представителями Добровольческой Армии генерала Деникина об условиях перемирия. 1 ноября 1919 г. во время переговоров в штабном вагоне генерала Добровольческой армии Я. Слащева на железнодорожной станции Гайсина во время переговоров выдвинул условия: прекратить боевые действия против Армии УНР, в случае перехода УГА на сторону Добрармии, предоставить УГА медпомощь, отдых.
В эмиграции жил в Чехословакии и Австрии.
В 1946 году схвачен сотрудниками НКВД СССР. Дальнейшая судьба неизвестна. По некоторым данным, впоследствии вышел из заключения и вернулся в Вену, где умер.